# 庫什瓦
58°17′N 59°44′E / 58.283°N 59.733°E
庫什瓦（俄语：Ку́шва）是俄羅斯斯維爾德洛夫斯克州西部的一個城市，位於州府葉卡捷琳堡西北186公里。2002年人口35,555人。
1735年建立，1926年建市。